# Histoire de Forcalquier
Pour un article plus général, voir Forcalquier.

Les armes de la ville de Forcalquier se blasonnent ainsi :
De gueules à trois pals d'or.
Cimier : couronne comtale et croix de Forcalquier
Devise : « pus aut que les aup (plus haut que les Alpes) ».
Ornement extérieur : Croix de guerre 1939-1945
Historique : Raymond-Bérenger IV, comte de Barcelone et de Provence, concéda ce blason à la ville en 1217.

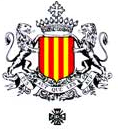

Forcalquier (Alpes-de-Haute-Provence) est une petite  ville du sud-est de la France.
Son territoire abrite des vestiges préhistoriques, dont le dolmen de la Fare, un des mieux fouillés du département. C’est au Moyen Âge que la ville est créée, et devient la capitale du comté de Forcalquier et un des deux sièges de l’évêché de Sisteron. À partir de la Renaissance, Forcalquier est un centre culturel.
À partir de la Révolution, Forcalquier est sous-préfecture.

## Préhistoire
Les premières traces de vie humaine sur Forcalquier datent du IIIe millénaire av. J.-C., c'est-à-dire pendant la période du Néolithique. En 1991, un vase campaniforme a été découvert dans le quartier de La Fare : des gobelets céramiques en forme typique de cloche ont été trouvés dans une sépulture. Les environs du bourg et la butte ont livré divers éléments, dont des silex et de la céramique, des fragments de tegulae,, un pichet catalan des IIIe et IIe siècles av. J.-C., une tête de statue du Bas-Empire (IVe siècle) et une autre du Haut-Empire, le tout couvrant une époque allant du Néolithique à la fin de l'Empire romain. Ces découvertes, bien que ne permettant pas de conclure sur la forme, l'importance et une éventuelle continuité de l'occupation humaine à Forcalquier, attestent néanmoins d'une fréquentation et d'occupation antérieures au début du Moyen Âge.
La région de Forcalquier a connu très tôt une occupation humaine. Les Celtes se mêlèrent aux Ligures implantés dès le Xe siècle av. J.-C. Ces peuples élurent domicile sur les éminences, comme en témoignent de nombreux oppida.

## Antiquité

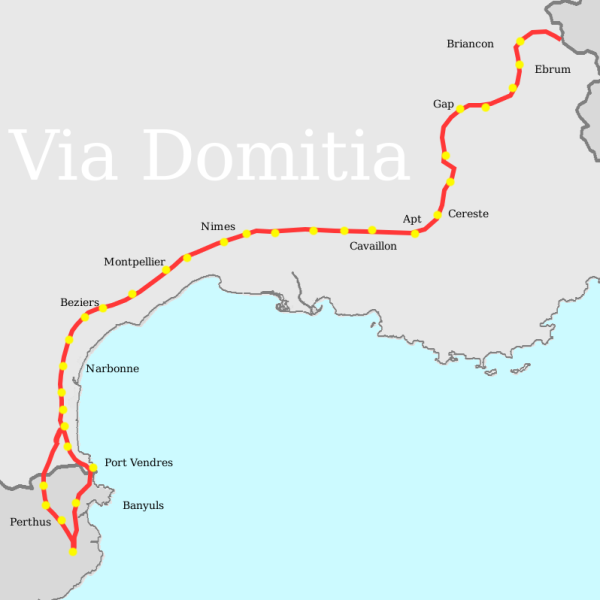
Tracé de la Via Domitia.

Avec la colonisation romaine, les plaines et les grands axes de communication sont privilégiés. La voie Domitienne, de son nom latin Via Domitia, est construite en 118 a.v. J.-C. et permet de relier l'Italie à la péninsule Ibérique via la Gaule narbonnaise. Cette route, large de cinq à six mètres, a été aménagée à l'initiative du proconsul Gnaeus Domitius Ahenobarbus (Barbe d'Airain). À Forcalquier, elle passait à l'écart du site actuel, vers le quartier du Tatet, soit à quatre kilomètres du village. Forum Neronis[réf. nécessaire] (dénomination de Forcalquier à l'époque des Romains[source insuffisante]) était peu important en termes de population et de puissance administrative. Ce n'était pas le cas d'Apta Julia (Apt) et de Segustero (Sisteron), traversées par la Voie Domitienne.

## Moyen Âge

### Haut Moyen Âge
Alors que le sud-est de la Gaule était une terre burgonde, le roi des Ostrogoths Théodoric le Grand fait la conquête de la région entre la Durance, le Rhône et l’Isère en 510. La commune dépend donc brièvement à nouveau de l’Italie, jusqu’en 526. En effet, pour se réconcilier avec le roi burgonde Gondemar III, la régente ostrogothe Amalasonthe lui rend ce territoire.
Une agglomération très petite (hameau ou village) se constitue au VIIe siècle sur une butte. Au IXe siècle ou au Xe siècle, un château important y est construit. En 925, il est déjà appelé castra, et il est assez sûr pour accueillir les reliques de saint Marius (ou Mary) et les mettre à l’abri des Sarrasins. Ce transfert n'est pas daté précisément : la plus grande partie des historiens le situent en 925 ; il a lieu avant 967 et entraîne le changement de vocable de l'église Sainte-Marie.
L’église Saint-Promasse, qui relève de l’abbaye Saint-Victor de Marseille dès le IXe siècle, et une villa agricole existent dès cette époque. Autour d’elle, se développe un petit bourg ecclésial. Autour de l’église un petit territoire constituait un asile protégé par l’église : cet habitat constitue probablement l'agglomération primitive qui allait devenir Forcalquier par la suite : au Xe siècle, la concentration des rôles militaire (le château), religieux (les reliques de saint Mary) et économique favorisèrent un transfert de population du bourg de Saint-Promasse vers le castrum. Il est probable également que le bourg de Saint-Promasse décline aux Xe et XIe siècles.

### Bas Moyen Âge
En 1060, l’évêque de Sisteron Géraud Chevrier ne peut entrer dans sa ville après son élection par le concile d'Avignon, et se réfugie à Forcalquier. Il élève alors l’église Saint-Mary au rang de concathédrale.
Urbain II y séjourne le 6 août 1096, en revenant de son prêche pour la première croisade.

Blason des comtes de Forcalquier

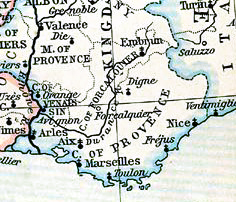
Partage de la Provence au XII entre comté et marquisat de Provence et comté de Forcalquier.

Au milieu du Moyen Âge, Forcalquier était une possession des comtes de Provence, qui échut au comte Foulques Bertrand, qui s’intitula comte de Forcalquier et en fit sa ville principale. Au XIIe siècle, le comté de Provence, possession indivise entre plusieurs comtes, fut partagée et l'une des trois parties revint à la comtesse Adélaïde, veuve d'un comte d'Urgell, qui prend le titre de comtesse en 1110.
Au XIIe siècle, les comtes de Forcalquier font de leur ville la capitale d'un comté qui s'étendait des sources de la Durance aux portes de Cavaillon, et dont les villes principales étaient Embrun, Gap, Sisteron, Manosque, Pertuis, Apt et Sault. Ce siècle est l’âge d’or du Pays de Forcalquier, comme en témoignent les nombreux édifices romans de la région.
En 1193, le mariage de Garsende de Sabran et d’Alphonse II de Provence fait passer le comté de Forcalquier dans les mains des Provence, et Forcalquier devient une de leurs résidences. En 1300, une petite communauté juive comptant 11 feux était établie à Forcalquier (soit environ une soixantaine de personnes). Au printemps 1348, la Peste noire provoque une émeute où les maisons des juifs sont pillées.
Après la crise économique et démographique du XIVe siècle, Forcalquier souffre des passages de Charles de Duras et de Raymond de Turenne[précision nécessaire].
Tout le siècle suivant est marqué par les grandes épidémies de peste (dont la peste noire).
En 1414, la ville est très dépeuplée, et l'Église de Forcalquier appauvrie (conséquence des destructions, mais aussi de la disparition d'une partie de la population, qui ne paie donc plus les redevances). Ces deux circonstances mènent à la suppression de trois des quatre paroisses (Notre-Dame du Bourguet, Saint-Jean et Saint-Pierre), qui sont toutes rassemblées dans celle de Saint-Mary, église neuve et suffisamment vaste pour accueillir toute la maigre population du bourg.
Faute d'héritier au dernier comte de Provence, le roi René, le comté est réuni à la France, mais le titre de comte de Forcalquier est porté par les comtes de Provence et ensuite les rois de France jusqu'à Louis XVIII. Le rattachement a lieu en 1481 : Louis XI hérite du comté, mais doit assiéger Forcalquier, qui résiste trois semaines avant de tomber le 21 juillet, puis est mise à sac. L'église Saint-Mary est en partie détruite à ce moment.

### La Charte de commune

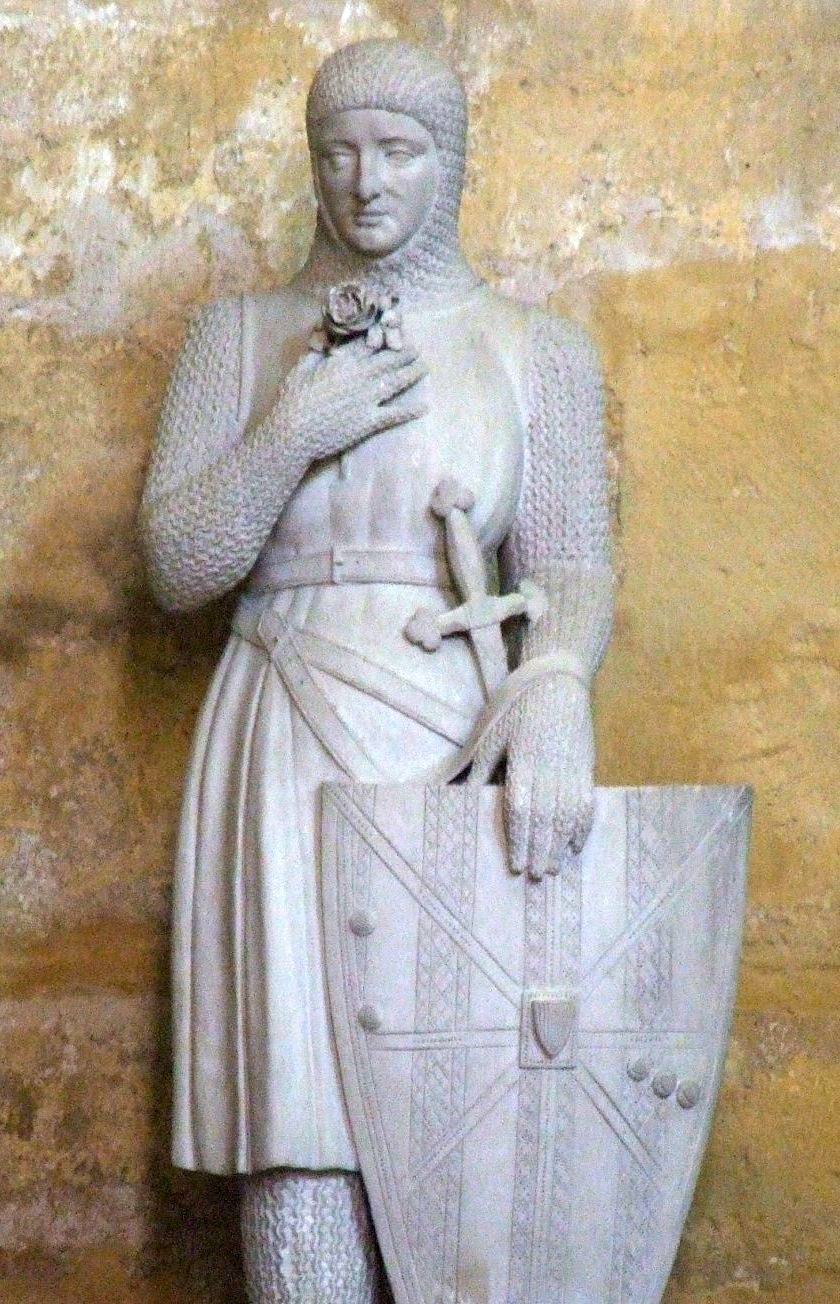
Raimond Bérenger IV de Provence

Guillaume IV de Forcalquier étant en difficulté face au marquis de Provence et au comte de Toulouse, la ville devait leur fournir une milice. C'est ainsi qu'en échange, Forcalquier recevait des privilèges et exemptions de taxes, depuis le 26 mai 1206. Ces privilèges furent par la suite confirmés et étendus :
- en 1217, Raimond Bérenger IV de Provence confirme ces exemptions et donne en supplément aux Forcalquiérens le droit de vendre leur vin toute l’année (au lieu de devoir attendre que le comte ait vendu le sien comme auparavant)[25] ;
- en 1225, il borne le droit de cavalcade à la Durance, ce qui limite l’aide militaire due par les Forcalquiérens à une défense de leur propre terroir[25] ;
- en 1229, il oblige certains commerçants à passer par Forcalquier au lieu de prendre la route directe par Manosque. De plus, tout le commerce entre la Basse-Provence et le comté de Forcalquier devra passer par Peyruis et Forcalquier ; les anciennes routes par Cadarache et Les Mées, ou par Digne sont interdites, ce qui assure la prospérité de l’axe utilisant la rive droite de la Durance[26].

Ces droits sont considérablement étendus à la fin du XIVe siècle. Après l’assassinat de la reine Jeanne de Naples par Charles de Duras, la Provence est en pleine guerre de succession. La reine Marie, veuve de Louis d’Anjou, accorde des chartes de commune aux villes du comté pour financer sa guerre. Forcalquier obtient la sienne le 23 juin 1385. Elle donne une très grande autonomie à la ville :
- les droits antérieurs sont confirmés (garde des clefs de la ville notamment) ;
- le conseil a une compétence générale (il est libre de délibérer de tout sujet) et sans tutelle ;
- les principaux domaines relevant du conseil municipal sont toutefois restreints aux sujets suivants : police et défense de la ville, santé publique, écoles ; monopole sur la boucherie et la boulangerie, et droit d’affermer ce monopole annuellement ; berger municipal pour chaque type de troupeau, sauf pour les moutons ;
- tous les citoyens, y compris les Juifs, ont les mêmes droits.

Le droit de vote n’est pas donné à tous les hommes libres, mais le collège électoral peut rassembler près de 75 % des chefs de feu. Tous les titulaires de charge, notamment les syndics (maires), sont réélus tous les ans, avec inéligibilité à leur sortie de charge.
Cette charte est ensuite précisée, notamment en 1452, quand sont définis comme citoyens les hommes libres ayant les deux tiers de leurs biens à Forcalquier et y passant les fêtes. La ville profite des difficultés financières de François Ier pour racheter les derniers droits féodaux en 1521.

## DuXVIeauXVIIIesiècle: les Temps modernes
La Réforme est précoce à Forcalquier, puisque les premières conversions se font avant 1512, date où ont lieu les premiers vandalismes : des oratoires sur les chemins sont rompus. Pendant les guerres de religion, la ville reste majoritairement catholique, mais avec une partie non négligeable de la population qui se convertit au protestantisme. Le premier consul protestant est élu en 1559, et à cette date les protestants utilisent la chapelle Saint-Promasse pour célébrer leur culte. D’autres troubles se produisent, dont des rixes.
Les troubles majeurs commencent par l’assassinat du consul Antoine Amalric et de son fils, sur la route d’Aix. Une épidémie de peste a lieu en 1561, et, inquiets, environ la moitié des protestants de la ville se réfugie à Sisteron en février 1562. Le 12 juin 1562, les huguenots font le siège et s’emparent de la ville. Ils mettent à sac la cathédrale et l’église des cordeliers,. Après avoir occupé la ville dix-sept jours, les protestants quittent rapidement la ville pour aider leurs coreligionnaires de Sisteron, ce qui permet à une armée catholique d’occuper la ville et de mettre à sac les maisons privées, y compris celles de catholiques. Plus tard, la sénéchaussée légalise la garde des biens pillés encore en possession des soldats ; par contre, tout bien pillé entre les mains d’un civil doit être restitué. Les huguenots ne rentrent qu’avec l’édit d'Amboise (1563), qui leur donne le droit de pratiquer leur religion et qui leur réserve un quart du conseil municipal. Ils établissent leur propre école, ont leurs prêches et leur cimetière. Cependant, de nouveaux heurts se produisent en 1564 puis l’année suivante. En 1567, la ville est à nouveau prise par les huguenots, qui l’abandonnent au bout de trois semaines à la demande de la municipalité. À partir de cette année, ils utilisent l’église des cordeliers pour le culte.
Forcalquier est l’une des deux places de sûreté, avec Mérindol, accordées par l’édit de Saint-Germain aux protestants de Provence. La ville est cependant assiégée par ces derniers dès 1576, puis en 1580. Ils reviennent à l’assaut en 1585. Ce sont les catholiques qui assiègent ensuite la ville à leur tour : le duc d’Épernon en 1587, le duc de La Valette en 1588. Entretemps, la peste fait son retour en 1581.
La ville se rallie à Henri IV dès son avènement : elle envoie des troupes à Vinon affronter le duc de Savoie Charles Emmanuel Ier qui tente une incursion et qui est repoussé. En 1601, Henri IV fait raser le château (ou autorise sa destruction). Le dernier épisode militaire des guerres de religion se situe en 1629.
La communauté protestante était donc importante au XVIIe siècle et disposait d’un temple, grâce à l’édit de Nantes (1598). Mais les pressions de toutes sortes, venues du Parlement de Provence et de l’évêque, entraînèrent sa disparition avant le début du règne personnel de Louis XIV (1660).
Après les guerres de religion, Forcalquier connaît, comme le reste de la France, une période de reprise dans le premier tiers du XVIIe siècle, mais perd encore 2 000 habitants pendant la peste de 1630.[réf. nécessaire] Pendant l'épidémie, l'ensemble du clergé de Forcalquier déserte la ville, à l'exception des frères récollets, arrivés seulement depuis trois ans (et installés dans l'église Saint-Pierre).
Elle est le siège d'une sénéchaussée, qui en fait la capitale judiciaire de son ancien comté. Lors de la tentative d’installer des présidiaux en Provence afin que le peuple puisse profiter d’une justice moins coûteuse, Forcalquier se voit attribuer un des trois présidiaux de la Provence, avec juridiction sur les sénéchaussées de Digne, Forcalquier et Sisteron, ainsi que sur le comté de Sault et le marquisat d’Oraison. Il est installé en 1639 mais révoqué dès 1640, à cause de l’opposition des Parlementaires d'Aix qui y perdaient une source de revenus. Elle en est aussi le centre économique, artisanal et culturel. À la fin de l’Ancien Régime, Mane et Céreste ont des faïenceries à la production originale, mais éphémère.[réf. nécessaire]
Ville importante, Forcalquier est tenue de loger les troupes (les casernes n’existant pas à l’époque, les soldats sont logés chez l’habitant). C’est le conseil municipal qui répartit les soldats entre les différents habitants. Mais devant les exemptions dont bénéficient certains bourgeois, le peuple de la ville se soulève et provoque une émeute.
Forcalquier est le siège d’une viguerie jusqu’à la Révolution française et un bureau de la poste royale est aussi installé en ville à la fin de l’Ancien Régime.

## Révolution et période napoléonienne

### Révolution française
Pierre Balthazard Bouche, avocat, est député du Tiers état de la sénéchaussée de Forcalquier aux états généraux de 1789. Ange Marie d'Eymar est lui député de la noblesse de Forcalquier. Il est un des premiers à rejoindre les députés du Tiers pour former l'assemblée nationale constituante. Enfin, Jean Gaspard Gassend est député du clergé. Lui aussi tôt rallié au Tiers, il informe les habitants de Forcalquier des évènements parisiens par une intense correspondance.
La prise de la Bastille est accueillie favorablement, cet événement annonçant la fin de l’arbitraire royal et, peut-être, des changements plus profonds dans l’organisation de la France. Immédiatement après l’arrivée de la nouvelle, un grand phénomène de peur collective s’empare du pays, par peur du complot des aristocrates désirant recouvrer leurs privilèges. Des rumeurs de troupes en armes dévastant tout sur leur passage se propagent à grande vitesse, provoquant des prises d’armes, l’organisation de milices et des violences anti-nobiliaires. Cette Grande Peur, venant de Sisteron et appartenant au courant de la « peur du Mâconnais », atteint Forcalquier et sa région le 31 juillet 1789 avant de se propager vers le sud-ouest.
François Charles Bouche, oncle de Pierre Balthazard, est élu député à la première Assemblée nationale législative.
La société patriotique de la commune fait partie des 21 premières créées dans les Basses-Alpes : elle s’affilie au club des Jacobins de Paris le 22 juin 1792. Le club de Forcalquier accueille une assemblée des sociétés de son district le 7 avril 1793. Le département envoie le Forcalquiéren Marius Félix Maïsse à la Convention. Il vote la mort du roi. Il est ensuite député aux Cinq-Cents.
Le 5 frimaire an III, le représentant en mission Gauthier épure la société. Le 25 mars 1794, la cathédrale Notre-Dame du Bourguet est saccagée[réf. incomplète] et son trésor envoyé à la fonderie.
En prairial et ventôse de l'an III de la Révolution française et jusqu’en l'An V, une bande de royalistes, dits « les égorgeurs royaux », sème le trouble dans la ville et le canton d'Oraison, rançonnant les communes et bastonnant les républicains.
Dans la nuit du 26 floréal An VIII, la prison est attaquée par des brigands qui libèrent quatre membres de leur bande.

### Consulat et Empire
Le sous-préfet de Forcalquier est Latourette. C'est pendant sa présence à ce poste que les remparts de la ville sont abattus, de 1806 à 1813.

## Époque contemporaine

### XIXesiècle
Avec la Révolution, Forcalquier devient chef-lieu de district, puis sous-préfecture sous le Consulat. Entre 1806 et 1813, le sous-préfet Latourette fait raser les remparts, qui sont remplacés par des boulevards et des avenues.
En 1816, l’évêque de Digne, Mgr Charles-François-Melchior-Bienvenu de Miollis, qui inspira l’évêque des Misérables, rétablit le collège de Forcalquier qui venait d'être transporté à Manosque, et le confie aux Jésuites, qui en font le deuxième collège de France jusqu'en 1828. En 1853, le collège est encore important, mais il décline et finit par être supprimé en 1903[réf. nécessaire].

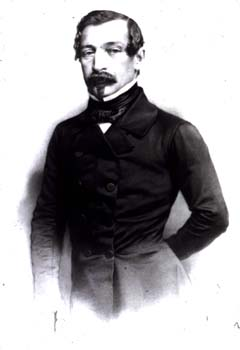
Louis-Napoléon Bonaparte, Président des Français en 1851.

Forcalquier est un bastion républicain lors de la Deuxième République : c’est l’horloger Escoffier qui fonde la première chambrette (société secrète républicaine en Provence) en 1849, qui essaime rapidement. Des banquets sont organisés le 21 janvier 1850 pour l’anniversaire de l’exécution de Louis XVI, ce qui entraîne le désarmement des gardes nationaux de Mane et Forcalquier. En 1851, Forcalquier est au centre de la résistance au coup d’État de Napoléon III dans les Basses-Alpes. Le signal de l’insurrection est donné par les Forcalquiérens à la foire de Mane, le 5 décembre, le sous-préfet et les gendarmes qui ne se rallient pas sont emprisonnés. Une troupe de 3 000 hommes quitte ensuite Forcalquier pour prendre le contrôle de Digne et du département. Après l’échec de l’insurrection, une sévère répression poursuit ceux qui se sont levés pour défendre la République : 39 habitants de Forcalquier sont traduits devant la commission mixte, la majorité étant condamnés à la déportation en Algérie.
Forcalquier possédait une école bien avant les lois Ferry, qui dispense une instruction primaire aux garçons. La même instruction n’est donnée aux filles, la loi Falloux (1851) imposant l’ouverture d’une école de filles aux communes de plus de 800 habitants. La commune profite des subventions de la deuxième loi Duruy (1877) pour construire une école neuve.
En 1855, le sommet de la colline de la Citadelle est arasé. La vieille chapelle Saint-Martin est détruite. Une chapelle provisoire est construite en 1856 en attendant la construction de Notre-Dame-de-Provence.
Forcalquier reste un centre intellectuel. En 1867, l'Athénée littéraire est créé. Les Jeux floraux en 1872, les fêtes de l'inauguration de Notre-Dame de Provence en 1875, la fondation de l’École des Alpes en 1876 et les fêtes internationales de la Latinité en 1882, font revivre de grands espoirs[réf. nécessaire].

### XXesiècle
La commune est durement touchée par la Première Guerre mondiale : outre les morts tués par les Allemands, un Forcalquiérain est fusillé pour l'exemple ; contrairement aux autres communes du département dans le même cas, la mairie a toujours refusé de placer son nom sur le monument aux morts.
Les années 1930 sont le début d'une période où les réfugiés sont nombreux à transiter à Forcalquier. En septembre 1935, après le rattachement de la Sarre au Troisième Reich, des Sarrois arrivent dans le département. Une famille juive sarroise est encore présente en octobre 1940.
Une annexe du camp des Milles ouvre à Forcalquier en novembre 1939, avec une annexe à Volx. L’armée française y interne des étrangers, principalement des intellectuels allemands et autrichiens, alors qu’ils sont réfugiés en France et antifascistes. Ils sont enfermés dans l’ancienne prison (actuel bâtiment de la Simonette), avec parmi eux Ferdinand Springer. Vêtus d’uniformes bleu horizon, ils sympathisent avec la population, et même avec leurs gardiens : le poète et éditeur Pierre Seghers faisait partie du détachement chargé de la surveillance. Le plus gros du contingent arrive en janvier 1940. Début juin, une grande partie des internés sont envoyés au Camp des Rochères et de la Poterie à Meslay-du-Maine pour y être employés comme main-d'œuvre de guerre. Les femmes étrangères leur succèdent, avec en outre, en juin, les Italiennes après la déclaration de guerre de l'Italie. Avec la débâcle de la campagne de mai-juin 1940, les prestataires envoyés dans le nord sont de retour fin juin, accompagnés de réfugiés luxembourgeois, hollandais et belges. Des prisonniers des prisons du Nord sont aussi évacués à Forcalquier.
Le 8 juin 1944, l’Armée secrète tente de libérer Forcalquier. Mais la Wehrmacht reprend la ville d’assaut, faisant douze morts. Finalement, ce sont les Alliés qui libèrent  Forcalquier le 19 août 1944. La ville est décorée de la croix de guerre au titre de haut-lieu de la Résistance.
Le ciel le plus ensoleillé de France permet l’installation de l’observatoire de Haute-Provence à proximité de la commune, plus exactement à Saint-Michel-l'Observatoire. L’aménagement hydroélectrique de la Durance et la création de la 
retenue de la Laye renouvellent la vitalité du pays, permettant une irrigation généralisée des cultures et une alimentation sécurisée en eau potable.